# 4.48 Psychose
4.48 Psychose (4.48 Psychosis) est une pièce de théâtre de la dramaturge britannique Sarah Kane. Comme Anéantis (1995), elle appartient au courant du théâtre « In-Yer-Face » (traduit comme « théâtre coup-de-poing »). La pièce se présente comme le monologue introspectif d'une femme atteinte de dépression psychotique, avant son suicide prévu à 4 h 48.
Elle est montée pour la première fois à Londres le 23 juin 2000, sous la direction de James Macdonald (en) au Royal Court Theatre à Londres, près d'un an et demi après le suicide de son autrice, le 20 février 1999.
La pièce aborde les thèmes de la folie, de la frontière et de la mort.
La matérialisation d'une crise psychotique sur scène exige une écriture en « free-form » selon Élisabeth Angel-Perez.

## Réception critique
Michael Billington, comédien et critique anglais, interroge la possibilité de juger sur le plan esthétique ce qu'il considère être une lettre de suicide.

## Opéra
Une adaptation lyrique de 4.48 Psychose, commandée par le Royal Opera et composée par le compositeur britannique Philip Venables, a été mise en scène au Lyric Hammersmith en 2016. Première adaptation de ce type des œuvres de Kane, la production a été approuvée par le frère de Sarah Kane et a été acclamée par la critique,,. Elle a également été présentée en 2022 à la Philharmonie de Paris.

## Mises en scène
- 2000 : James Macdonald (en), Royal Court Theatre[2]
- 2002 : Claude Régy, Théâtre des Bouffes du Nord
- 2008 : Grzegorz Jarzyna (pl) et TR Warszawa, St. Ann's Warehouse[8]
- 2022-2023 : Clément Zanoly, metteur en scène, avec Cédric Hoffman, Le Guichet Montparnasse[9]